# Lebidotie
Lebidotie is een dorp in het bestuursressort Sarakreek in de zuidelijke helft van het district Brokopondo in Suriname. Het ligt aan de zuidelijke oever, aan de Sarakreekarm, van het Brokopondostuwmeer. Dorpen in de omgeving zijn Bakoe en Pisian.
In het dorp wonen, zoals in de twee buurdorpen, vooral Aukaners. Het dorp is ontstaan door transmigratie van bewoners die zich aan de oevers van de Sarakreek op het grondgebied bevonden waar het stuwmeer werd aangelegd.
In maart 2003 hielden de inwoners bij de autoriteiten een protest tegen de verontreiniging door lokale mijnbouwbedrijven. Dit is mogelijk het eerste protest geweest dat tegen de mijnbouw in Suriname werd gehouden.
In Lebidotie bevindt zich een gezondheidscentrum van de Medische Zending.
Tijdens de overstromingen van 2022 luidden de inwoners de noodklok, omdat hun eilanden onder water dreigden te lopen.